# Centropus unirufus
El cucal rufo (Centropus unirufus) es una especie de ave cuculiforme de la familia Cuculidae propia de la isla de Luzón e islas adyacentes en el norte de Filipinas. No se reconocen subespecies.